# Список станцій Ташкентського метрополітену
Ташкентський метрополітен відкрився 6 листопада 1977 року, став сьомим метрополітеном в СРСР.
| Схема маршрутів |
| --------------- |
|                 |

## Чилонзорська лінія
- «Олмазор» — відкрита 6 листопада 1977 року. До 5 листопада 2010 — «Сабіра Рахімова»
- «Чилонзор» — відкрита 6 листопада 1977 року.
- «Мірзо Улугбек» — відкрита 6 листопада 1977 року. До 1 травня 1992 — «50 років СРСР»
- «Новза» — відкрита 6 листопада 1977 року. До 15 червня 2015 — «Хамза»
- «Міллій-бог» — відкрита 6 листопада 1977 року. До 1 травня 1992 — «Комсомольська», з 1992 до 10 жовтня 2005 — «Молодіжна».
- «Дружба Народів» — відкрита 6 листопада 1977 року. З 6 серпня 2008 до 3 травня 2018 — «Буньодкор».
- «Пахтакор» — відкрита 6 листопада 1977 року.
- «Мустакіллік-майдоні» — відкрита 6 листопада 1977 року. До 1 листопада 1991 — «Площа імені В. І. Леніна».
- «Амір Тімур хійобоні» — відкрита 6 листопада 1977 року. До 1 травня 1992 — «Жовтневої революції», з 1992 до 1 серпня 1993 — «Марказій хійобоні» (Центральний сквер)
- «Хамід Олімджон» — відкрита 18 серпня 1980 року.
- «Пушкінська» — відкрита 18 серпня 1980 року.
- «Буюк-Іпак-йулі» — відкрита 18 серпня 1980 року. До 1 травня 1997 — «Максима Горького».

## Узбекистонська лінія
- «Беруні» — відкрита 30 квітня 1991 року.
- «Тінчлік» — відкрита 30 квітня 1991 року.
- «Чорсу» — відкрита 6 листопада 1989 року.
- «Гафур Голом» — відкрита 6 листопада 1989 року.
- «Алішер Навої» — відкрита 7 грудня 1984 року.
- «Узбекистон» — відкрита 7 грудня 1984 року.
- «Космонавтлар» — відкрита 7 грудня 1984 року. До 1 травня 1992 — «Проспект космонавтів».
- «Ойбек» — відкрита 7 грудня 1984 року.
- «Тошкент» — відкрита 7 грудня 1984 року.
- «Машинасозлар» — відкрита 6 листопада 1987 року. До 1 травня 1992 — «Ташсільмаш».
- «Дустлік» — відкрита 6 листопада 1987 року. До 5 жовтня 2012 — «Чкаловська».

## Юнусободська лінія
- «Туркістон» — відкрита 29 серпня 2020 року.
- «Юнусобод» — відкрита 29 серпня 2020 року.
- «Шахрістон» — відкрита 26 жовтня 2001 року. До 16 червня 2015 — «Хабіб Абдуллаєв»
- «Бодомзор» — відкрита 26 жовтня 2001 року.
- «Мінор» — відкрита 26 жовтня 2001 року.
- «Абдулла Кодірій» — відкрита 26 жовтня 2001 року.
- «Юнус Раджабі» — відкрита 26 жовтня 2001 року.
- «Мінг-Урік» — відкрита 26 жовтня 2001 року.

## Лінія тридцятиріччя незалежності Узбекистану
Перша черга цієї лінії:
- «Дустлік-2»
- «Охонгарон»
- «Тузель»
- «Ілтіфот»
- «Рохат»
- «Янгіобод»
- «Куйлюк» — усі відкриті 30 серпня 2020 року.

## Пересадкові вузли
- «Пахтакор» — «Алішер Навої»
- «Ойбек» — «Мінг Урік»
- «Юнус Раджабі» — «Амір Темур хійобоні»
- «Дустлік» — «Дустлік-2»